# Aliko Bala
Aliko Mohammad Bala (* 27. února 1997, Jos, Nigérie) je nigerijský fotbalový útočník/křídelník, od ledna 2017 hráč belgického klubu SV Zulte-Waregem.

## Klubová kariéra
- GBS Football Academy (mládež)[1]
- FK AS Trenčín 2015–2017[2][3]
- SV Zulte-Waregem 2017–

V Nigérii působil ve fotbalové akademii GBS Football Academy. V srpnu 2015 přestoupil na Slovensko do klubu FK AS Trenčín. S týmem si zahrál v předkolech Ligy mistrů UEFA 2016/17. V lednu 2017 přestoupil do belgického prvoligového mužstva SV Zulte-Waregem, kde podepsal kontrakt do června 2020.